# Castle Frank (Toronto Subway)

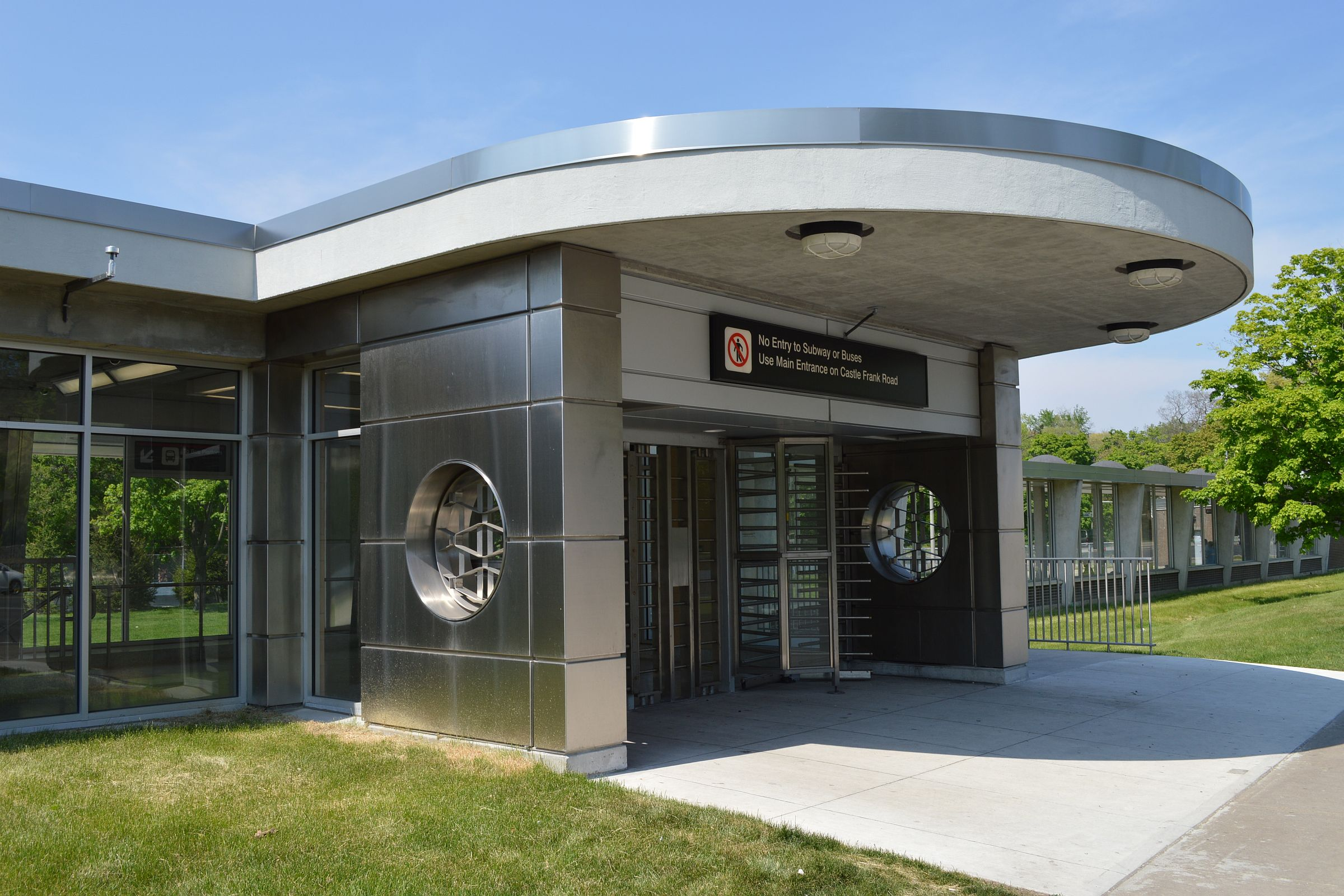
Eingang zur Station

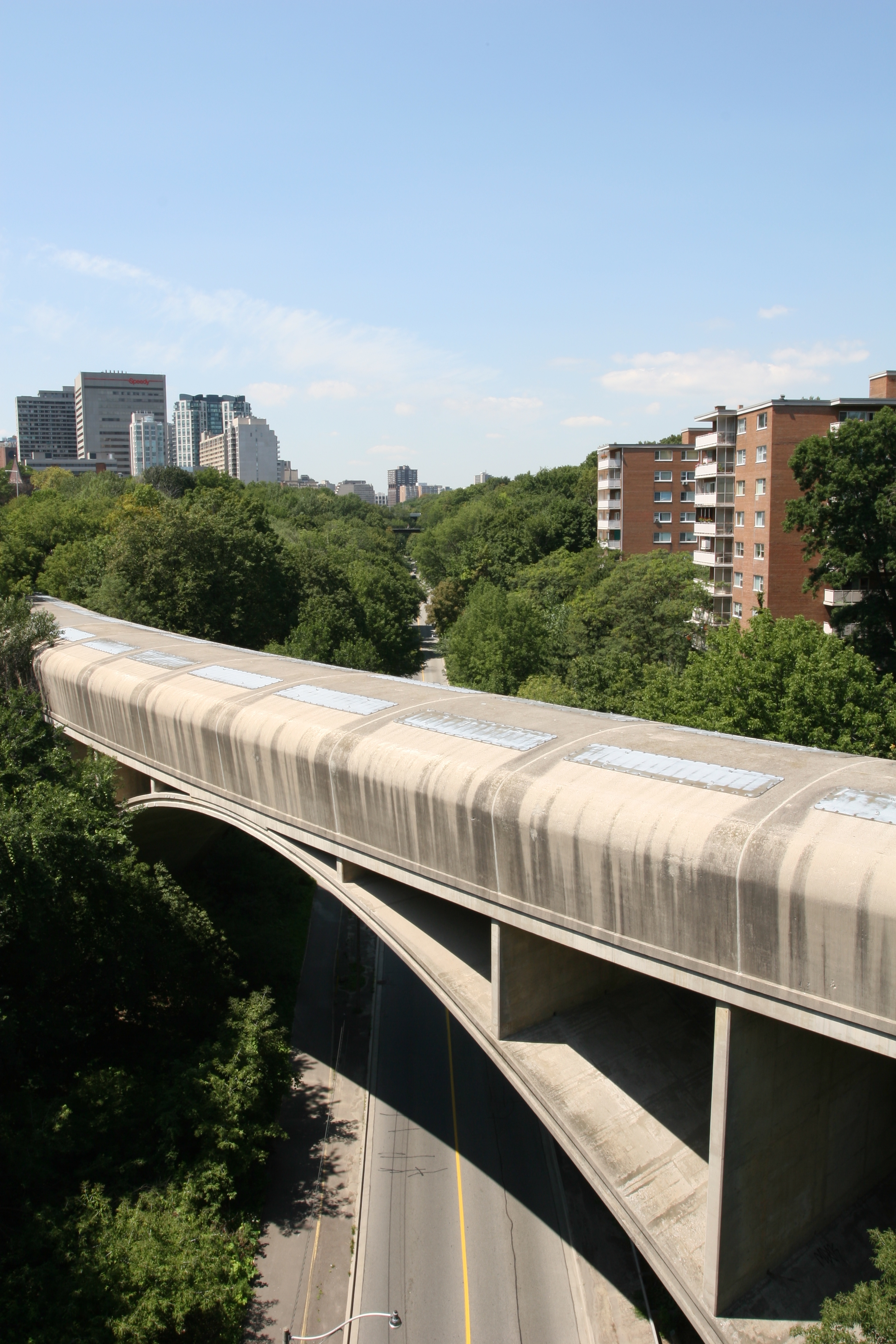
Brücke über den Castle Frank Brook

Castle Frank ist eine unterirdische U-Bahn-Station in Toronto. Sie liegt an der Bloor-Danforth-Linie der Toronto Subway, an der Kreuzung von Bloor Street und Sherbourne Street. Die Station verfügt über Seitenbahnsteige und wird täglich von durchschnittlich 9.760 Fahrgästen genutzt (2018). Trotz der Zentrumsnähe gehört Castle Frank zu den am schwächsten frequentierten Stationen des gesamten Netzes, was auf die geringe Bebauungsdichte in der Umgebung zurückzuführen ist.
Es bestehen Umsteigemöglichkeiten zu zwei Buslinien der Toronto Transit Commission (TTC). Die Station liegt in einem kurzen Tunnel zwischen zwei oberirdischen kurvenreichen Abschnitten. Unmittelbar westlich überquert die Strecke auf einer Brücke die Schlucht Castle Frank Brook (auch Rosedale Ravine genannt). Im Osten überbrückt der Prince Edward Viaduct den Don River. Ihren Namen erhielten die Schlucht und die Station von Castle Frank, der 1794 unweit dieser Stelle erbauten Sommerresidenz des Vizegouverneurs John Graves Simcoe. Das nach seinem Sohn Francis benannte Haus brannte 1829 nieder, doch der Name blieb.
Die Eröffnung der Station erfolgte am 26. Februar 1966, zusammen mit dem Abschnitt Keele – Woodbine. Bis zu diesem Tag war an dieser Stelle eine Wendeschleife der Straßenbahn Toronto in Betrieb. Die TTC gab die Straßenbahnlinie durch die südlich anschließende Parliament Street entsprechend ihrer damaligen Stilllegungspolitik auf, obwohl sie durchaus eine Zubringerfunktion erfüllt hätte. Ein 1996 geplanter Wiederaufbau scheiterte an fehlenden Finanzmitteln und zu niedrigen Fahrgastprognosen.